# Goldenes Vlies

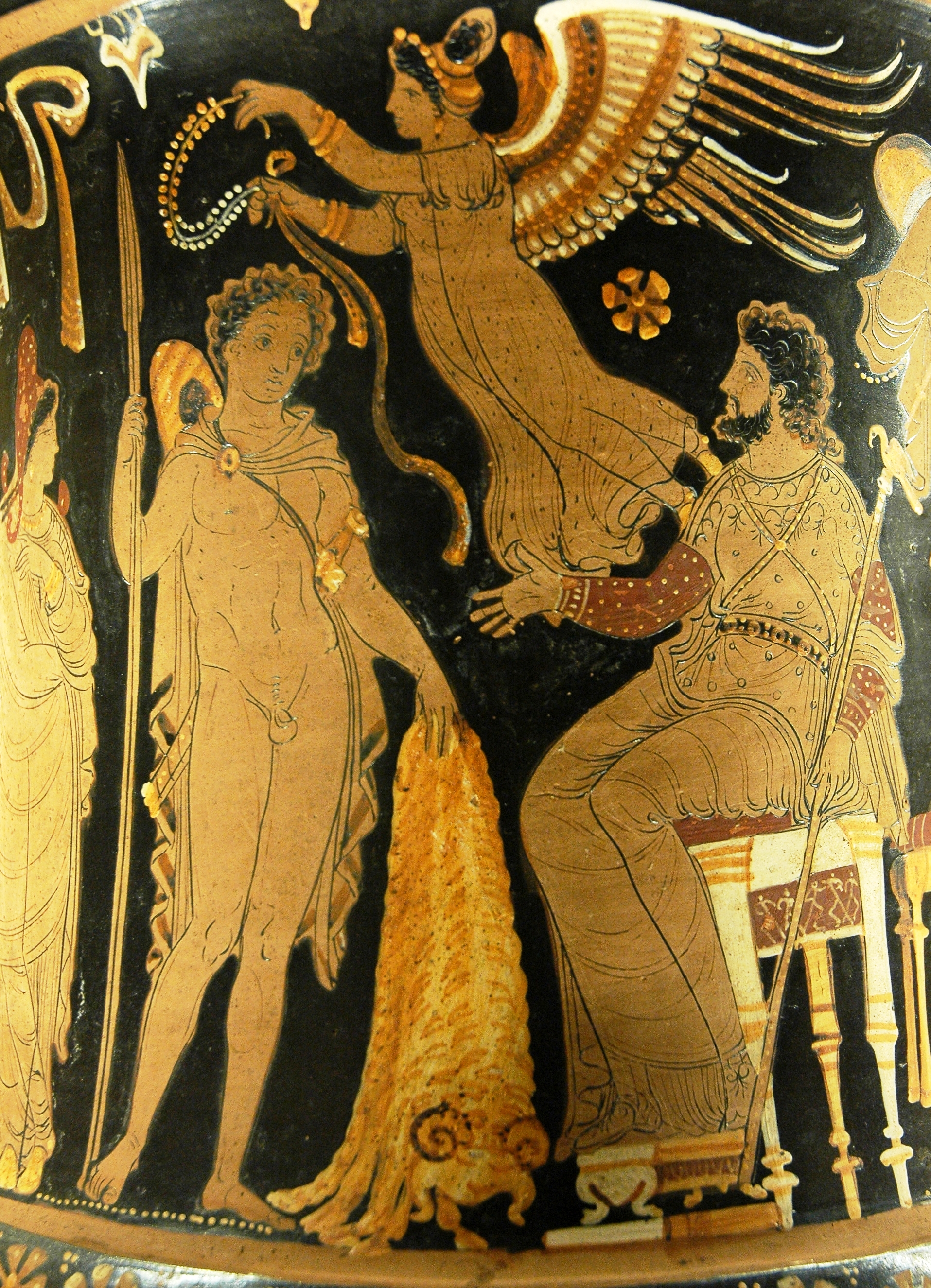
Jason bringt Pelias das Goldene Vlies

Das Goldene Vlies (altgriechisch Χρυσόμαλλον Δέρας Chrysómallon Déras) war nach der griechischen Mythologie das Fell des Chrysomeles, eines goldenen Widders, der fliegen und sprechen konnte. 

## Mythos
Dem böotischen König Athamas war seine Frau Nephele fremd geworden. Darum nahm er sich Ino, die Tochter des Kadmos, als neue Frau. Ino hasste ihre Stiefkinder, Helle und insbesondere den Thronanwärter Phrixos, weshalb sie einen eigenen Sohn haben wollte, der das königliche Erbe antreten sollte.
Nephele merkte, dass ihre Kinder wegen der Eifersucht der Stiefmutter in Gefahr schwebten, und erbat die Hilfe der Götter, worauf Hermes Chrysomeles zu ihr sandte. Der Widder nahm die Kinder auf seinen Rücken und trug sie fort. Er stieg in die Luft und flog nach Osten. Als er die Meerenge überquerte, die Europa und Asien trennt, rutschte Helle von seinem Rücken und fiel ins Wasser, das nach ihr Hellespont (Meer der Helle) benannt wurde. Der Widder setzte Phrixos sicher in Kolchis ab, einem Land am Schwarzen Meer, das von König Aietes regiert wurde.
Phrixos wurde dort gastlich empfangen, und aus Dankbarkeit, dass die Götter sein Leben bewahrt hatten, opferte man Chrysomeles im Tempel des Zeus. Aietes erhielt das Widderfell des Chrysomeles, das wertvolle Goldene Vlies, hängte es im heiligen Hain des Gottes Ares auf und ließ es von einem schiffsgroßen Drachen bewachen, der niemals schlief. 
Später raubten die Argonauten unter Führung Iasons und mit Hilfe der Medea, Tochter des Aietes, das Vlies des Chrysomeles und brachten es nach Iolkos, wo es Pelias übergeben wurde (Homer, Odyssee 12,70). Als sich Iason von Medea abwendet, um eine andere zu heiraten, ermordet die Verlassene ihre eigenen Kinder, ihre Rivalin Glauke sowie deren Vater Kreon.

## Hintergrund

Medea mit einem goldenen Schaffell. Medea-Denkmal des georgischen Architekten Davit Khmaladze auf einem hohen Sockel am Europaplatz in Batumi

Hintergrund des Mythos ist, dass im goldreichen Kolchis, dem im Westen des heutigen Georgien gelegenen Gebiet am Kaukasus, Schaffelle verwendet wurden, um Goldstaub aus den Flüssen zu waschen. Ausgrabungen in Georgien brachten besonders kunstvoll getriebene Goldgegenstände aus den Gräbern der Archaischen und Klassischen Zeit hervor. Am Fundort Wani, 60 km vom Schwarzen Meer, kam schon seit 1876, in großem Umfang bei den Grabungen in den 1960er Jahren, eine hochstehende Kultur mit zahlreichen Zeugnissen der Goldschmiedekunst zu Tage – darunter auch feinste Gewebe aus Goldfäden. Der Höhepunkt dieser Kultur lag im 6. bis 4. Jahrhundert v. Chr.
Spätestens bei Beginn der griechischen Kolonisation entlang der Südküste des Schwarzen Meeres im 8.–7. Jahrhundert v. Chr. gab es eine mündliche Überlieferung, welche den Kern der Argonautensage enthielt und sich auf die Region im Osten des Schwarzen Meeres bezogen haben muss. Im 8. Jahrhundert wird in der griechischen Literatur erstmals ein Land Kolchida erwähnt, dessen Blütezeit wohl in dieser Zeit lag.
Strabon vermutete, dass der Hintergrund der Argonautensage die Gier der Griechen nach den Bodenschätzen des Schwarzen Meeres war. Appian wusste noch im 2. Jahrhundert n. Chr., dass die Flüsse des Kaukasus reichlich Goldstaub führten: „Die einheimischen Bewohner halten dichtwollige Schafsfelle ins Wasser, in denen sich der Goldsand fängt“ (Appian: Mithridatischer Krieg, S. 103).

## Nachwirkung
- Euripides setzte dem georgischen Gold ein besonderes Denkmal. Er ließ Medeas Rivalin Glauke (Kreusa), die ihr den Ehemann Iason nahm, ein besonders kostbares Geschmeide schenken: ein herrliches Kleid und goldenes Diadem. Als die Glückliche das Gewand anlegte, verglühte sie im Feuer.
- Apollonios von Rhodos erzählt die Geschichte der Rückholung des Goldenen Vlieses in den Argonautika.
- Philipp der Gute von Burgund stiftete 1430 den „Orden vom Goldenen Vlies“, der zum Hausorden der Habsburger wurde.
- Pietro da Cortona stellte in seinem Fresko aus dem 17. Jahrhundert des Florentiner Palazzo Pitti einen Bezug zwischen dem Goldenen Vlies und dem Lamm Gottes her.
- Médée. Oper von Luigi Cherubini, 1797.
- Das goldene Vlies. Dramatisches Gedicht von Franz Grillparzer, 1819.
- Medea. Tragödie von Hans Henny Jahnn aus dem Jahre 1925.
- Das goldene Vlies. Comic von Carl Barks, 1955[4]
- Tim und Struppi und das Geheimnis um das goldene Vlies. Spielfilm, 1961. Buch: Hergé
- Jason und die Argonauten. Spielfilm 1963. Regie: Don Chaffey (für die damalige Zeit mit bahnbrechender Tricktechnik von Ray Harryhausen)
- Medea (1969). Spielfilm von Pier Paolo Pasolini, 1969.
- Die Argonauten. Buch von Stephan Hermlin, 1974.
- Medea: Stimmen. Buch von Christa Wolf, 1996.
- Jason und der Kampf um das Goldene Vlies. Fantasy-Kinofilm, Regie: Nick Willing, 2000.

## Heraldik
Das Goldene Vlies tritt in der Heraldik als gemeine Figur auf. Im Wappenschild wird das Schaf oder nur sein Fell hängend dargestellt. Als Farbe wird Gold bevorzugt.

Ritter des Ordens vom Goldenen Vlies zeigen die Collane, um den Schild gehängt, als Prachtstück.

Wappen der Gemeinde Dison
Wappen des Königs von Spanien mit der Collane des Vliesordens